# Titularbistum Briançonnet
Briançonnet ist ein Titularbistum der römisch-katholischen Kirche.
Es geht zurück auf einen Bischofssitz in der Stadt Briançonnet, die sich in der französischen Region Provence-Alpes-Côte d’Azur befindet. Das Bistum Briançonnet war dem Erzbistum Marseille als Suffraganbistum unterstellt.
Im Januar 2009 wurde Briançonnet durch Papst Benedikt XVI. als Titularsitz wiedererrichtet und am 9. März 2018 erstmals vergeben.
| Titularbischöfe von Briançonnet |                    |                                      |              |     |
| Nr.                             | Name               | Amt                                  | von          | bis |
| 1                               | Jean-Marie Le Vert | Weihbischof in Bordeaux (Frankreich) | 9. März 2018 |     |